# Companyia del Ferrocarril de Lleida a Reus i Tarragona
La Companyia del Ferrocarril de Lleida a Reus i Tarragona(LRT) era una companyia ferroviària catalana. Es fundà 
el 1867 a partir de la fusió entre tres companyies més petites. El 1884 fou absorbida per Ferrocarrils del Nord i integrà la línia a la seva xarxa.

## Creació de la xarxa
Fou un dels primers ferrocarrils estudiats a construir-se a la península Ibèrica, a raó dels interessos exportadors dels agricultors de la zona i del port de Tarragona. Però no arribà a dur-se a terme per la mort de Ferran VII i la Primera guerra carlina el 1833.
Els promotors preveien una línia de Tarragona a Reus, l'estació terminal era un mal plantejament, ja que augurava males futures connexions. El 1852 varen aconseguir finançament francès, però amb un nou replantejament amb objectiu més ambiciós: arribar fins a Lleida. Per arribar-hi foren necessàries tres companyies:
la Companyia del Ferrocarril de Reus a Tarragona, la Companyia del Ferrocarril de Reus a Montblanc i la Companyia del Ferrocarril de Montblanc a Lleida.
Obertura de les línies en l'explotació :
| Data       | Secció                        | Longitud(km) |
| 17/06/1856 | Reus-Tarragona                | 14,955       |
| 13/05/1863 | Montblanc-Reus                | 27,484       |
| 26/06/1865 | Espluga de Francolí-Montblanc | 6,428        |
| 4/11/1865  | Vimbodí-Espluga de Francolí   | 4,927        |
| 09/1872    | Vinaixa-Vimbodí               | 7,742        |
| 17/06/1874 | Les Borges Blanques-Vinaixa   | 15,866       |
| 19/09/1878 | Juneda-Les Borges Blanques    | 5,070        |
| 19/05/1879 | Lleida-Juneda                 | 19,279       |

## Recompra
Poc viables de manera separada, les tres companyies decideixen fusionar-se el 1867 per formar la Companyia del Ferrocarril de Lleida a Reus i Tarragona. Tot i així no milloraren en absolut els resultats econòmics del conjunt, però la poderosa Ferrocarrils del Nord va veure-hi la possibilitat de trobar una nova sortida de la seva xarxa al Mediterrani. Aprofitant la baixada de les accions de les petites companyies, la Norte en comprà grans quantitats, fins a obtenir la majoria, desembocant a una absorció el 1884.

## Material mòbil de la Companyia del Ferrocarril de Lleida a Reus i Tarragona
El parc de la companyia estava reduït a la seva mínima expressió, amb 12 màquines, 35 cotxes, i 127 vagons el 1876. Companyia pobra, el LRT havia comprat de vegades "fons de calaix" dels constructors. El 15 i 16, comprades el 1880, havien estat construïdes per al Menphis El Paso and Pacific RR. Els 22 a 24 eren en principi destinades a Rússia.
| Tipus | N° LRT  | N° Nord         | Constructor     | N° Fàbrica  | Any  | Pes  | Notes     |
| 120 T | 1 a 2   | 268 a 269       | Sharp-Stewart   | 934 a 935   | 1856 | 25,0 | Ex TR     |
| 120   | 3       |                 | Sharp-Stewart   | ?           | 1858 | 28,0 | Ex RT     |
| 120   | 4       | 270 després 158 | Graffenstaden   | 110         | 1861 |      | Ex RM 4   |
| 120   | 5       | 271             | Ernest Gouin    | 561         | 1862 | 22,4 | Ex RM 3   |
| 030   | 6 a 7   | 387 a 388       | Ernest Gouin    | 559 a 560   | 1862 | 34,3 | Ex RM 1-2 |
| 120   | 8 a 12  | 272 a 276       | Graffenstaden   | 320 a 324   | 1864 | 21,4 |           |
| 030   | 13 a 14 | 369 a 390       | Graffenstaden   | 316 a 317   | 1865 | 32,0 |           |
| 030   | 15 a 16 | 391 a 392       | André Koechlin  | 1256 i 1255 | 1870 | 40,0 |           |
| 030   | 17 a 19 | 393 a 395       | M.F. Esslingen  | 1881 a 1883 | 1882 | 37,8 |           |
| 030   | 20 a 22 | 396 a 398       | Egestorff       | 1423 a 1425 | 1883 | 38,0 |           |
| 030   | 23 a 24 | 481 a 482       | Vulcan, Stettin | 899 a 900   | 1885 | 39,7 |           |

## Commemoracions
L'any 1980 s'edità el llibre "La Construcció del Ferrocarril Reus-Montblanc-Lleida" amb motiu dels 100 anys de la posada en servei d'últim tram de la línia, i l'Associació d'Amics del Ferrocarril de Reus entregà una medalla al Sr. Fortuny, president de la 5a zona de RENFE.
El novembre de 1981 se celebrà el 125è aniversari del tram Reus-Tarragona. S'organitzaren projeccions i conferències i un viatge entre Reus i Tarragona amb el tren del centenari, descobrint-se una placa commemorativa a l'estació de Reus i una altra a Tarragona.
El març de 1989 es va celebrar el 125è aniversari del tram Reus-Montblanc, inaugurat el 1863. Es va descobrir una placa commemorativa a l'estació de Reus, i es va emprendre un viatge especial amb el Tren del Centenari.